# Cylance Pro Cycling
Cylance Pro Cycling was een Amerikaanse wielerploeg voor vrouwen, die van 2016 tot en met 2018 deel uitmaakte van het peloton. Het team werd opgericht door Omer Kem, om deel te nemen aan het eerste jaar van de UCI Women's World Tour en om de rensters voor te bereiden op de Olympische Spelen in Rio de Janeiro. Het team werd gesponsord door het antivirus- en computerbeveiligingsbedrijf "Cylance".

## Geschiedenis

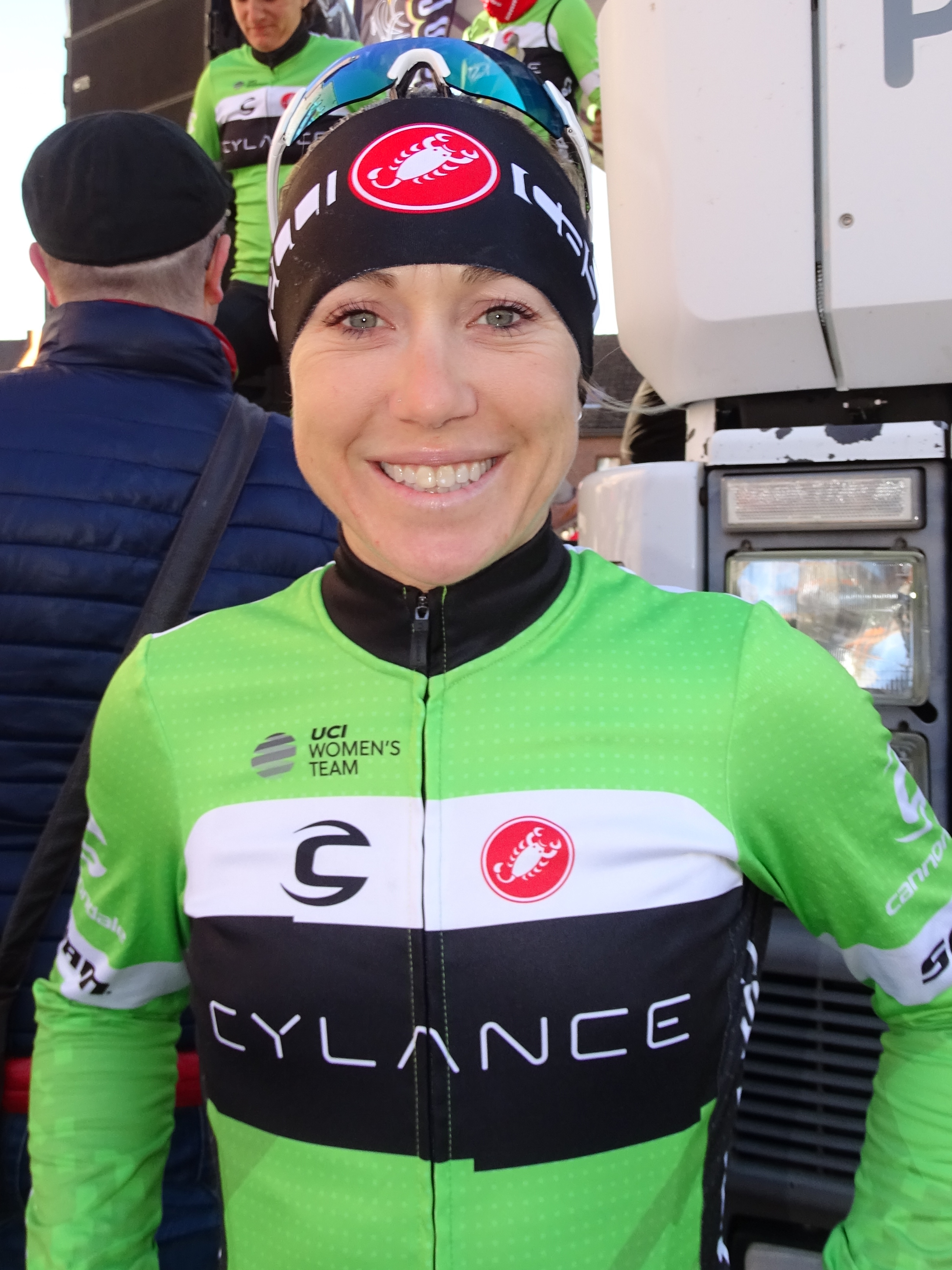
Shelley Olds in 2016

### 2016
In 2016 bestond het team uit elf rensters: Shelley Olds, Rossella Ratto, Valentina Scandolara, Krista Doebel-Hickok, Alison Tetrick, Erica Zaveta, Sheyla Gutiérrez, Doris Schweizer, Kathryn Bertine en neoprof Rachele Barbieri. Halverwege het seizoen, op 11 juli, werd Amerikaans kampioene tijdrijden Carmen Small aan de ploeg toegevoegd.

### 2017

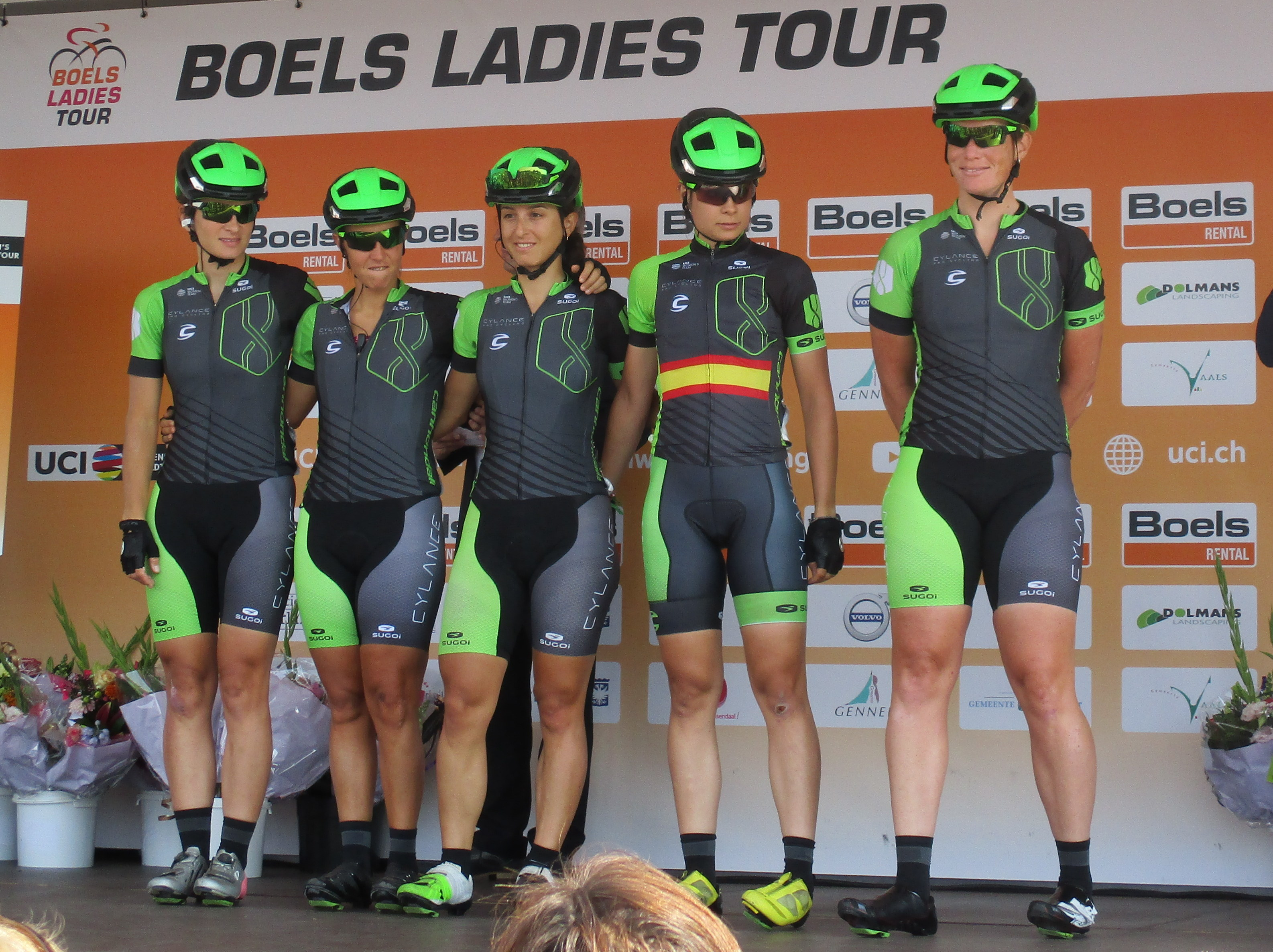
Team in de Boels Ladies Tour 2017

Voor het seizoen 2017 werd het team versterkt met de Britse Olympisch kampioene Danielle King (Wiggle High5), de Canadese Joëlle Numainville (Cervélo Bigla), de Italiaanse Marta Tagliaferro, de Poolse Małgorzata Jasińska (beide Alé Cipollini) en met twee Nederlanders: Willeke Knol (Lotto Soudal Ladies) en topsprintster Kirsten Wild (Hitec Products). Ook tekende de Amerikaanse veldrijdster Kaitlin Antonneau bij de ploeg. Valentina Scandolara vertrok naar WM3 Energie, Carmen Small naar Team Veloconcept en Kathryn Bertine beëindigde haar carrière.

### 2018

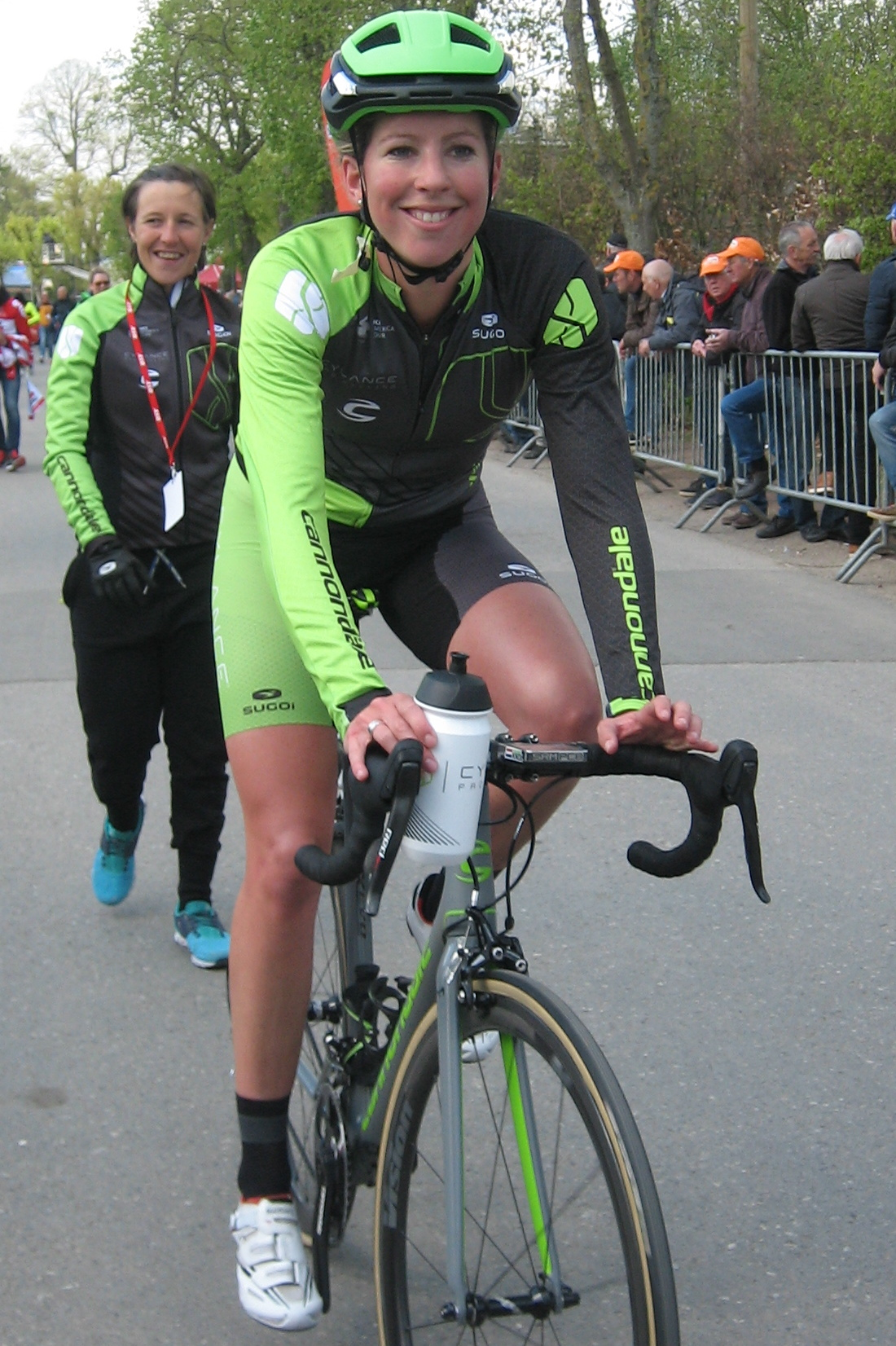
Willeke Knol in Waalse Pijl 2017

Na het seizoen 2017 verlieten acht rensters het team, onder wie de Britse Dani Rowe (naar Waowdeals), de Nederlandse topsprintster Kirsten Wild (naar Wiggle High5) en de eveneens Nederlandse Willeke Knol, die haar carrière beëindigde. Voor het nieuwe seizoen werden vijf rensters aangetrokken, onder wie de Amerikaanse Lauren Stephens (Team Tibco), de Servische Jelena Erić (BTC City Ljubljana) en de Italiaanse tweevoudig wereldkampioene Giorgia Bronzini (Wiggle High5). Bronzini won op 16 september met de Madrid Challenge haar laatste wedstrijd voordat ze haar carrière beëindigde en verder ging als ploegleider bij Trek-Segafredo. Omdat de ploeg na 2018 niet verder ging, zochten ook de andere rensters andere oorden op. Jelena Erić vertrok naar Alé Cipollini, Sheyla Gutiérrez naar Movistar Team, Rossella Ratto naar BTC City Ljubljana, Lauren Stephens naar Team Tibco en Marta Tagliaferro naar Hitec Products.

### Bekende ex-rensters
- Rachele Barbieri (2016-2017)
- Kathryn Bertine (2016)
- Giorgia Bronzini (2018)
- Jelena Erić (2018)
- Sheyla Gutiérrez (2016-2018)
- Małgorzata Jasińska (2017)
- Kaitlin Keough (2017-2018)

- Willeke Knol (2017)
- Joëlle Numainville (2017)
- Shelley Olds (2016)
- Rossella Ratto (2016-2018)
- Dani Rowe (2017)
- Valentina Scandolara (2016)
- Doris Schweizer (2016)

- Omer Shapira (2018)
- Carmen Small (2e helft 2016)
- Lauren Stephens (2018)
- Marta Tagliaferro (2017-2018)
- Alison Tetrick (2016-2017)
- Kirsten Wild (2017)

## Overwinningen
2016

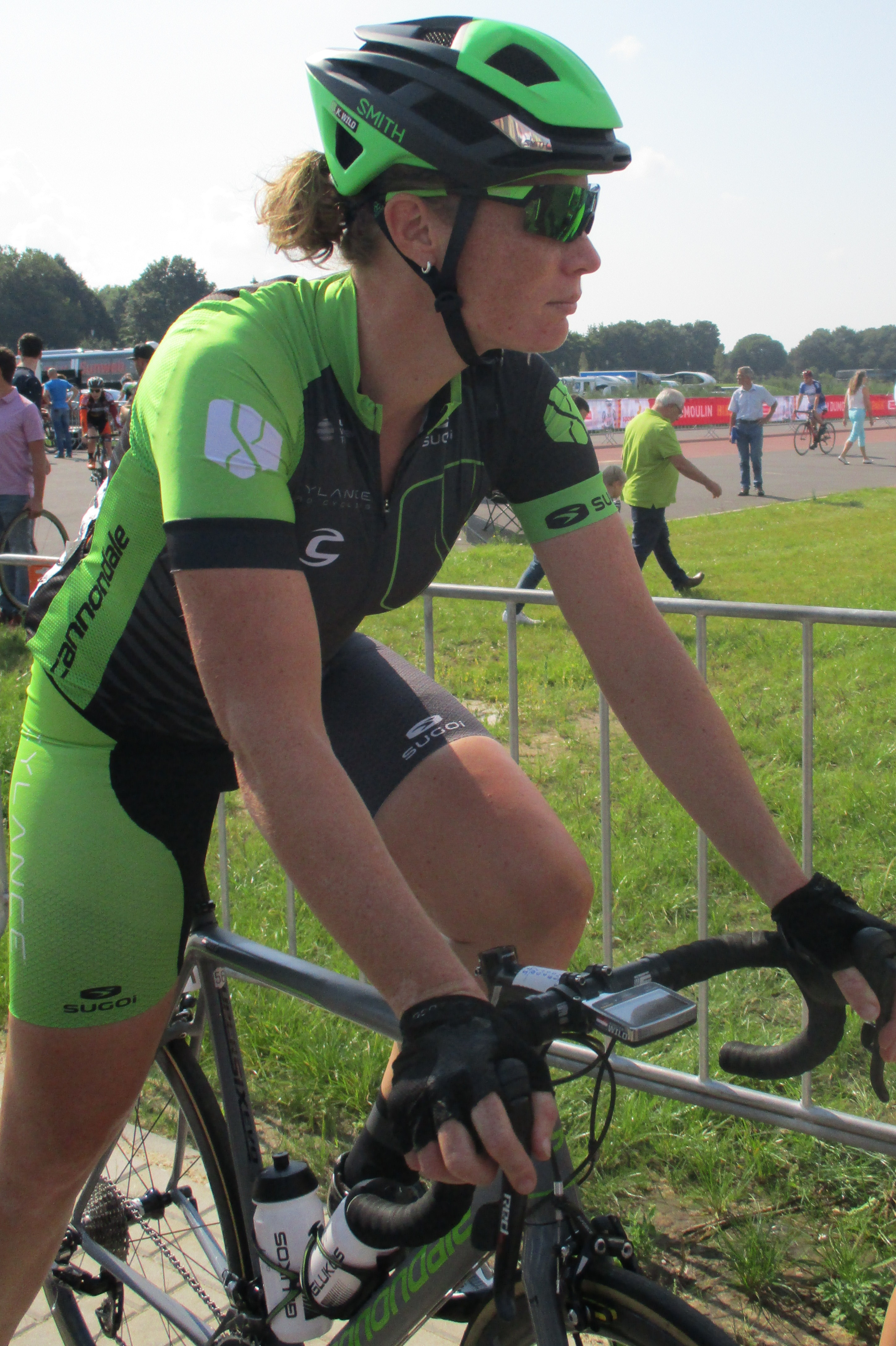
Kirsten Wild in 2017

- Winston Salem Cycling Classic, Rossella Ratto
- 1e etappe Cascade Cycling Classic, Carmen Small
- 7e etappe Tour de l'Ardèche, Doris Schweizer

2017
- 2e en 4e etappe Women's Tour Down Under, Kirsten Wild
- Le Samyn, Sheyla Gutiérrez
- 7e etappe Giro Rosa, Sheyla Gutiérrez

2018
- 1e etappe Ronde van Chongming, Giorgia Bronzini
- Eind- en puntenklassement Tour of Zhoushan Island, Sheyla Gutiérrez
- Eindklassement en 1e etappe Panorama Guizhou, Sheyla Gutiérrez

## Kampioenschappen
2016
- Zwitsers kampioene tijdrijden, Doris Schweizer
- Zwitsers kampioene op de weg, Doris Schweizer

2017
- Wereldkampioene op de baan (scratch), Rachele Barbieri
- Spaans kampioene op de weg, Sheyla Gutiérrez

2018
- Israëlisch kampioen op de weg, Omer Shapira
- Servisch kampioen op de weg, Jelena Erić
- Servisch kampioen tijdrijden, Jelena Erić